# Владимир Самсонов
Владимир Викторович Самсонов (на беларуски: Уладзімір Віктаравіч Самсонаў,; на руски: Владимир Викторович Самсонов) на беларуски Уладзимир Виктаравич Самсонау е беларуски състезател по тенис на маса, 18-и в света към декември 2017 г. В Китай е известен като „Тай чи майстора“ заради превъзходния си стил на игра, нападателен и защитен. Самсонов се състезава на 6 поредни олимпиади между 1996 и 2016 г., като завършва четвърти-пети през 1996, 2000 и 2016 г.
Най-високото му класиране е № 1.

## Биография
Роден е на 17 април 1976 г. в Минск, Беларуска ССР. Самсонов е извест като г-н ECL (Европейска шампионска лига) за участието си в турнира в 15 поредни години и защото държи 12 титли от турнира – три с Борусия, 5 с Шарлероа и четири с Факел Оренбург. Започва европейската си клубна кариера, когато се присъединява към отбора на Борусия Дюселдорф през 1994 г., а 7 години по-късно се премества в Роял Шарлероа в Белгия. През 2008 г. се мести в Испания, за да играе за Кахагранада, но две години по-късно напуска отбора и става част от състава на Факел Оренбург.
Самсонов е известен с това, че е бил в топ 10 на световния тенис на маса по-дълго отколкото всеки друг състезател, освен легендата на тениса на маса Ян-Уве Валднер. Самсонов за първи път влиза в топ 10 през 1996 г., а през 1998 г. се изкачва на първо място. Остава в топ 10 в продължение на 15 години до ноември 2011 г. Към декември 2017 г. той се намира на 18-о място. Също така е играча с най-много титли – 27 от най-високата серия турнири на Световната федерация по тенис на маса.). Печели сребърен медал на Световното първенство през 1997 г. Освен това е три пъти европейски шампион (1998, 2003, 2005) и три пъти носител на Световната купа по тенис на маса (1999, 2001, 2009).
Самсонов е рекорден трикратен носител (2003, 2007 и 2013) на трофея за фейърплей Ричард Бергман.

## Личен живот
От 7-годишен Самсонов е трениран от Андрей Петкевич. Самсонов сключва брак с Наташа, родена в Югославия, и говори сръбски, хърватски, руски, английски, немски и френски език. Те имат двама синове.